# Журуэна (река)
Журуэна (порт. Río Juruena) — река в Бразилии, приток Тапажоса. Длина реки 1240 километров. Площадь водосборного бассейна около 160 000 км². Среднегодовой расход на водомерной станции Фоз-ду-Журуэна равен 4655 м³/с.
Берёт начало в горах Серра-дус-Паресис на высоте около 750 метров над уровнем моря. Течёт в северном направлении по Бразильскому плоскогорью, образуя ущелье, поросшее лесами. На реке находится множество порогов и водопадов. В низовьях выходит на равнину. Впадает в Тапажос слева на высоте 53 метра над уровнем моря.
Питание в основном дождевое. Максимум стока приходится на март — апрель, минимум — на август — октябрь.
Основные притоки — Барарати (лв), Сан-Томе (пр), Сан-Франсиску (пр), Санги (пр), Сатурнина (пр), Камараре (лв), Жуина (лв).
В верховьях реки расположен заповедник Журуэна. В водах реки в этих местах обитает 22 вида рыб из 11 семейств, преобладают представители отрядов харацинообразные (55 %) и сомообразные (28 %). На реке осуществляется строительство нескольких гидроэлектростанций, мощность самой крупной достигнет 3509 МВт.